# Igreja de Saint Michel

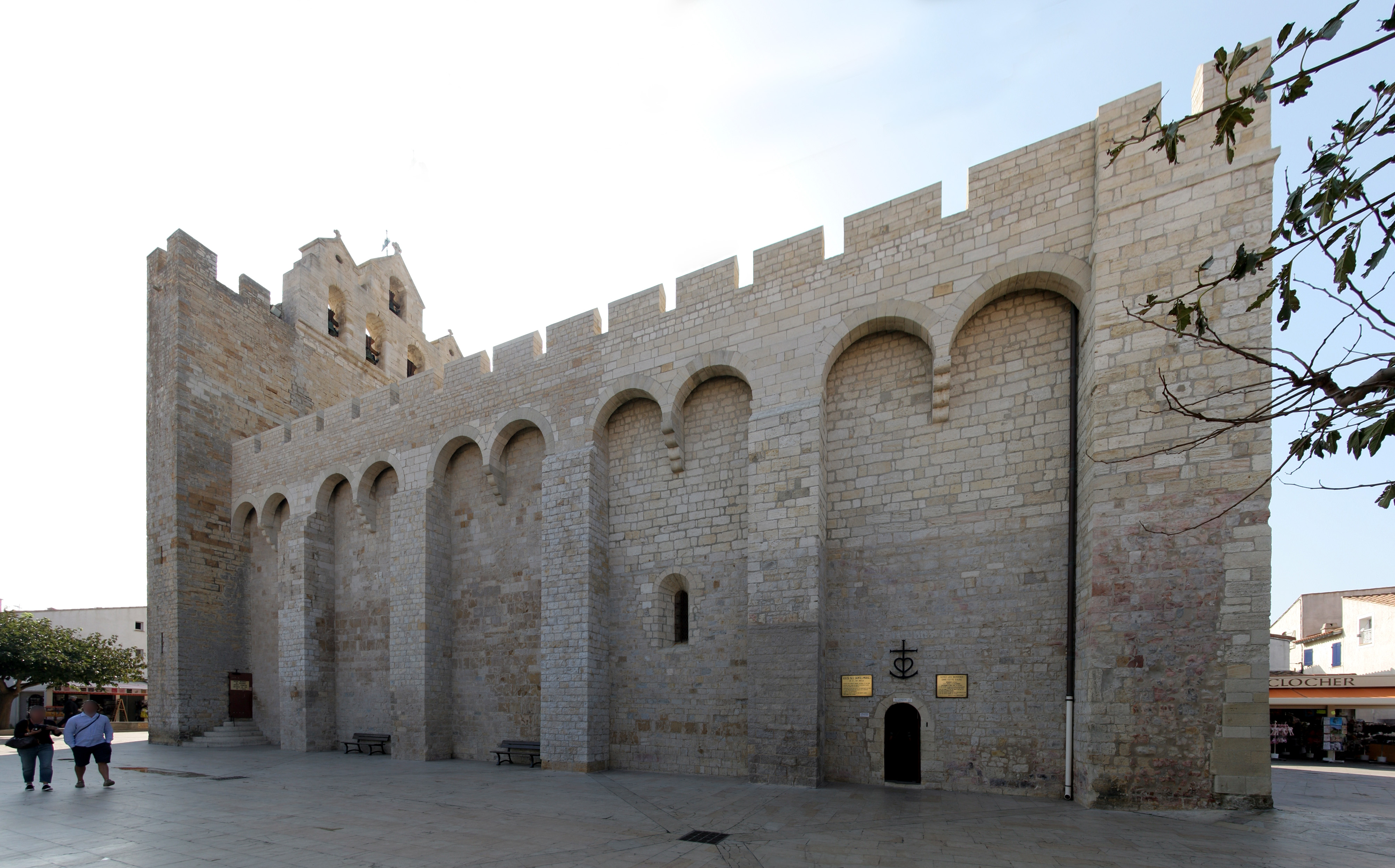
Notre-Dame-de-la-Mer

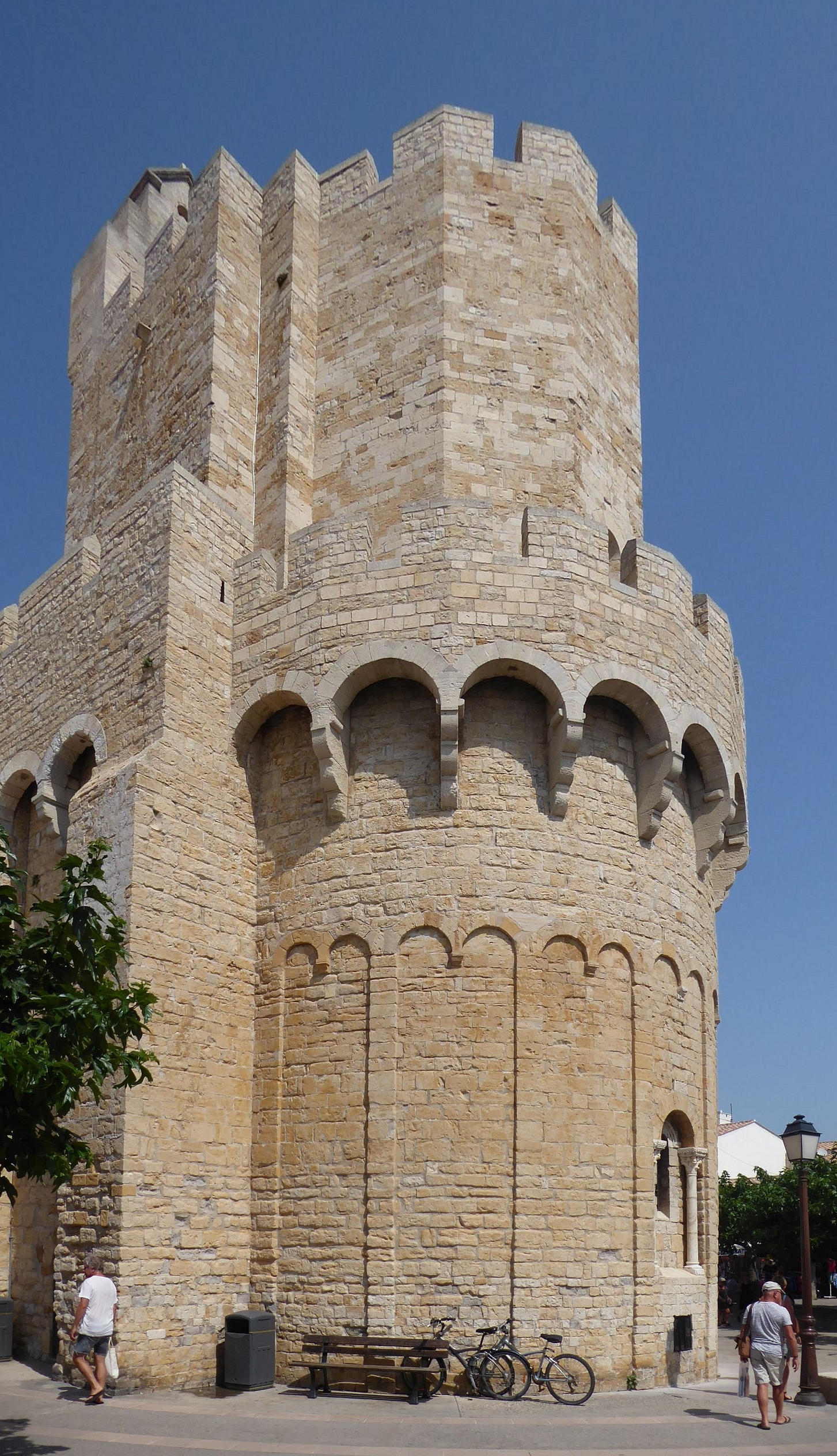
Vista do coro

A Igreja de Saint Michel e de Notre Dame de La Mer é um templo católico localizado na comuna de Saintes-Maries-de-la-Mer, na região de Camargue, França. Dentro da igreja sob o altar-mor existe uma cripta, onde há uma estátua de Santa Sara Kali com as mãos postas junto de seu túmulo. A imagem é recoberta de mantos, um tradicional rito de ex-votos.
A capela de Saint Machel fica dentro da igreja, onde estão as relíquias de Santa Maria Jacobé e Santa Maria Salomé. No entanto, esta capela fica na parte superior do templo.